# 종교
종교(宗敎)는 초월적, 선험적 또는 영적인 존재에 대한 믿음을 공유하는 이들로 이루어진 신앙 공동체와 그들이 가진 신앙 체계나 문화적 체계(cultural system)를 말한다. 종교인들은 주로 초월적인 대상, 세계에 대한 궁극적인 진실, 사람은 어떠한 도덕을 지키며 어떻게 살아가야 하는지에 대해 각자의 믿음을 갖고 있다. 종교는 인간과 비롯한 존재의 우주적 질서에 대한 나름의 설명을 제공하려 하기도 한다. 인본주의를 비롯한 근현대 철학에서 많은 학자가 종교를 비이성적인 것으로 비판하였으나 심리학적으로는 종교가 삶의 불확실성을 줄여주고 심신의 안정을 가져다주는 효과가 있다는 지적도 있다. 전근대 시절에도 지배층 출신 사람들은 종교를 이용할 뿐 딱히 믿지 않았다는 증거를 남기기도 했다. 그러나 최근에는 피지배층 역시 진정으로 종교를 믿었는가에 대해 의문점이 제기되고 있다.

## 종교의 어원
종교(宗敎)는 본래 산스크리트어를 번역한 불교용어다. 중국에 불교를 전래할 때 능가경에 "근본이 되는 가르침"이라는 의미인 "시단타 데사나"(Siddhanta Desana)를 종교로 한역한 용어다. 한편, '신과 인간을 잇는다.'를 의미하는 영어단어 "릴리전"(religion)을 종교로 번역해 지금에 이른다. 조상신(示)을 모시고 제사하는 종갓집(宀)에 사용하는 '으뜸 종(宗)'에 '가르칠 교(敎)'를 사용한다. 즉 '으뜸인 가르침'을 뜻한다.

### 宗敎의 어원
종(宗)은 죽은 내 조상(祖上)과 현재 살아있는 내 성씨(姓氏) 가족(家族) 전체를 의미하며 '집'(면, 宀)과 '보다' 또는 '살피다'(시, 示)라는 뜻이 결합한 글자로 살아서는 부모가 자녀들 문제를 해결하고, 죽어서는 부모가 가족 문제를 도와주길 바라는 소망을 제사로 나타낸다. 말뚝에 제물을 걸어 놓으면 죽은 부모 '귀신'(신, 神)이 나타난다는 뜻으로, 적장자(嫡長子)인 종손(宗孫)이 사는 조상 제사를 지내는 집을 의미한다.
교(敎)는 '점괘'(효, 爻), '아들'(자, 子), '치다' 또는 '때리다'(복, 攵)라는 뜻이 결합한 글자로 점친 결과를 아들에게 때려서 가르친다는 뜻이다. 정확한 의미는 아버지와 어머니가 100% 일치하는 혈족(血族)인 대종(大宗) 성(姓)의 적장자(嫡長子)를 중심으로, 아버지는 일치하고 어머니 혈통은 다르지만 한지붕 아래서 시(豕)돼지 키우면서 함께 사는 가족(家族)인 수많은 후처(後妻) 소종(小宗) 씨(氏) 적장자(嫡長子) 소종가(小宗家)들이 연합한 것이 국가(國家)이다. 가족(家族) 문제를 구성원이 함께 논의 해법 찾는 과정에서, 의견이 충돌하고 양쪽 말이 모두 일리가 있어 한쪽에 손을 들기 어려울 때, 군대 권력을 가진 왕이자 조상 제사를 모시는 사제인 적장자(嫡長子)가 점친 공정한 결과를 결정하면 가족들이 복종하며 자기 부모를 믿는 신앙(神仰)이다.
종(宗)은 가족 혈통 계보의 중심인 종손(宗孫), 보통 종손인 적장자(嫡長子)가 살고 가족 전체가 제사를 지내는 종가(宗家), 적장자(嫡長子)의 적처(嫡妻)를 의미하는 종부(宗婦), 성(姓) 혈족의 원뿌리를 의미하는 대종(大宗), 가족 성(姓)에서 씨(氏)로 독립한 소종(小宗) 글자들 쓰임새에서, 죽은 부모를 중심으로 가족 관계가 형성되는 것을 알 수 있다. 본처 큰아들 계보를 의미하는 '정실'(적, 嫡)을 뜻하는 글자는 '계집'(녀, 女), '밑둥'(적, 啇)의 합성으로, 제(啇)라는 글자는 '임금'(제, 帝)과,'ㅂ' 모양인 제사 그릇을 합친 글자로, 적장자(嫡長子)의 성씨(姓氏) 조상 제사를 모시는 여자를 의미한다.
종교(宗敎)는 가족 공동체인 국가의 중심인 왕의 공정한 가르침이고, 신앙(神仰)은 가족(家族) 성씨(姓氏) 조상 죽은 부모를 믿고 적장자인 왕의 공정한 결정을 따르는 것이다. 종(宗)은 성씨 글자가 사용된 상(商)나라 왕실 자성(子姓)이 수천년전 상나라 때부터 썼고, 많은 대종 성씨들이 5천년 이상 되었고, 불교 도래보다 훨씬 이전부터 사용하던 개념으로 혈연 가족에 대한 믿음이다.

### Religio의 어원
유럽어에서 종교라는 라틴어 어원 "렐리기오"(religio)는 어원적 배경이 여럿 있다.
첫째는 키케로에 따르면, 라틴어 렐레게레(relegere, "고려하다/관찰하다")에서 유래했으며, 문자 그대로 렐리기오(religio), 즉 "다시"(re-) + "읽다/모으다/집어 들다"(ligio)를 의미한다. 그것은 신들에 대한 의례와 제의와 관계하여 거듭하여 살피는, 일종의 "미덕"으로 정의된다. 그리고 그에게 렐리기오는 개인적인 것일 수는 있어도 내적인 것은 아니다. 그는 피에타스(pietas = iustitia adversum deos)나 상크티타스(sanctitas = scientia colendorum deorum)와 애매하게 구별하여 렐리기오를 deorum pius cultus로 정의했지만, 렐리기오는 피에타스에도 의존한다. 반면 그는 렐리기오와 대립하는 의미에서 수페르스티티오(superstitio, 본래 "황홀경"을 의미함)를 과도하거나 집착적인 영성의 의미로 사용했다.
둘째는 락탄티우스(Lactantius, Divinae Institutiones, 4, 28)와 연결하여 '다시, 또'(레, re)가 '묶다' 또는 '잇다'(리가레, ligare)와 합해 ‘다시 묶다’가 되었다는 견해이다. 교부인 아우구스티누스는 이 견해를 따랐다. 즉 하나님께로 다시 결합하여(to reconnect) 하나님께 대한 경외(reverence for God, the fear of God)가 되었다.

## 정의에 대한 시도
종교와 관련하여 그 종교에 귀의하여 우러나오는 경건한 마음은 종교심(宗敎心)이나 신심(信心), 신앙(信仰), 불심(佛心)이라 하며, 종교적 신앙에 따르는 마음가짐은 종교의식(宗敎意識)이라 한다. 기독교에서는 전례 또는 예전이라고 부르는 종교 의례(宗敎儀禮)는 종교에서 신앙의 대상을 예배하기 위한 여러 예식(Ceremonial: 의식에서의 성직자와 청중의 상징적인 행동과 시각적, 청각적인 상징)과 순서(Order: 고정된 순서), 의식(Ritual: 말이나 노래같은 음성을 표현되는 문서화된 의식과 기도문)을 가리키며 종교 의식(宗敎儀式)이라고도 한다.
종교개혁가 장 칼뱅은 경건은 종교를 낳는다고 했다. 경건이란 하나님에 대한 경외와 하나님에 대한 사랑이 결합된 것이라고 한다. 순수하며 참된 종교는 하나님에 대한 엄숙한 두려움과 결합된 신앙이라고 한다. 여기서 두려움이란 자발적인 경외를 내포하며, 성경에서 규정한 예배를 포함한다. (기독교강요, 1:2:2)

### 종교에 대한 학자들의 정의
종교는 고대로부터 신과 관계 속에서 시작했다. 그러나 현대 시대에 종교는 신과 곤련한 관점보다 인간의 내재적 요소 속에서 종교 본질을 찾으려고 한다. 학자들은 종교를 인간의 지, 정, 의, 도덕, 이성 등 각각 하나를 강조하며 설명한다.
- 뮬러 - 무한한 존재를 지각하는 것, 이것이 인간의 덕성을 감화시킨다.
- 틸레 - 자기보다 우월한 존재를 존경하며, 믿고, 접촉을 갈망하는 것이다.
- 타일러 - 영적 존재에 대한 숭배와 신뢰이다(the belief in spiritual beings).
- 듀크하임 - 종교를 성스러운 것들과 관련된 믿음과 실천의 통합된 체제라고 한다(unified system of beliefs and practices relative to sacred things).
- 볼프 - 의지의 자유를 강조하며 도덕 종교를 말한다.
- 칸트 - 의지 곧 실천 이성에 기초를 두고, 종교를 이성의 한계 안에 가둔다.
- 헤겔 - 종교의 자리가 지성 속에 있다고 본다.
- 칼 맑스- 종교는 인간의 발전에 방해물로 인간은 스스로가 구원해야 한다. "종교는 인민의 아편이자 눈물, 한숨"이라는 말(독일-프랑스 연보, 1844년)로 유명한데, 이는 종교가 인간이 현실에서의 고통을 잊을 수 있는 진통제라는 뜻으로 쓴 말이다.
- 흄 - 종교가 없는 사람은 없다.
- 슐라이에르마허 - 종교란 무한자에 대한 절대 의존 감정이다.
- 하르낙 - 도덕적인 개념을 강조한다.
- 리츨 - 인간 의지를 강조함으로써 기독교를 인격적 종교로 만든다.
- 트뤌취 - 인격적 확신이다.
- 불리커 - 신적인 힘, 혹은 초자연적인 힘이다.
- 반 더 리우 - 마나(힘)이다.
- 오토 - 엄청나며, 동시에 매혹적인 신비의 체험이다.
- 화이트헤드 - 종교란 내적 요소들을 정화하는 믿음의 힘이다. 종교는 개인이 자신의 고독을 다루는 것이다.
- 스미스 - 종교 대신 신앙으로 본다.
- 유진 니다- 최종적이거나 최상의 관심사이다.
- 틸리히 - 궁극적 관심이다.
- 벌코프 - “종교는 인간 생활에 있어서 가장 깊은 근원과 접촉하고, 인간의 사상을 지배하며 인간의 감정을 자극하고 인간의 행동을 지도하는 것”으로 말한다.
- 윌리엄 제임스 - 물질적인 세계와 보이지 않는 세계와의 관계가 종교의 핵심이다.

### 비판적 관점
- 로버트 피시그, 리처드 도킨스 - 누군가 망상에 시달리면 정신이상이라고 한다. 다수가 망상에 시달리면 종교라고 한다.

## 종교 기원 이론들
- 자연 숭배 이론 - 자연의 신비와 능력에 대한 숭배에서 왔다.
- 정령 숭배 이론 – 영들이나 죽은 조상들의 영혼을 숭배하는 것에서 왔다.
- 심리학적 이론 - 감정적 상태에서 성장하였다. 밀러는 종교의 기원이 경외, 놀라움, 두려움에 대하여 즉각적인 감정 반응이다.
- 사회적 이론 - 사회적으로 발생했다. 듀크하임은 종교가 부족을 단결한다고 본다. 고대 메소포타미아와 수메르 도시 국가들의 종교들은 정치적인 권력과 사회, 경제적인 질서를 신성하게 보았다.
- 인류학적 이론 - 포에르바하는 잘못된 자기의 투영의 과정에서 발생한다.
- 철학적 이론 – 이성이나 과학이나 철학에 뒤떨어졌다고 본다.

## 종교의 공통적인 특징
일반적으로 종교는 아래와 같은 형식을 가진다. 이단과 같은 분파적 집단들은 다음의 요소들을 결여하고 왜곡한다.
- 초자연적인 것을 믿음
- 현상과 현실의 구분
- 도덕적 법전, 윤리적인 원리
- 감정
- 기도와 신과의 교통
- 세계관을 제공
- 삶의 총체적인 조직을 요구함
- 사회적인 조직체
- 평화와 복지의 내적인 조화 혹은 그 심리적 상태를 약속
- 도래할 시대를 가르침

## 세계의 종교
인류의 종교 발전은 시대와 평행하게 흘러왔다. 아직도 고등문화 속에 남은 자연민족 신앙은 그 후에 나타난 더 높은 종교에 자연스러운 바탕이 되었다. 마적 외포(魔的畏怖), 무격적(巫覡的)인 신빙(神憑), 마적 열광과 황홀한 춤과 원시적 신비, 그리고 주술적이고 신성한 행사 등의 감정을 비롯하여 거기에서 일어나는 정령신앙(精靈信仰)이나 죽은 사람에 대한 의례(儀禮), 영혼숭배와 토테미즘(totemism), 요술사와 주술사, 복술·점술, 청정(淸淨)과 부정(不淨), 유치한 행위나 신성한 행위, 원시적 금욕, 공희(供犧)의 신비, 주물숭배(呪物崇拜) 등의 표상, 그리고 자연주술과 모든 자연의 주적 영화(呪的靈化) 등의 표상은 고등 종교 이전의 것들이다. 그리고 이런 것에서 서서히 나타난 숭고한 신성, 신들의 숭배, 제사제도, 의례와 신전과 제사, 신성한 집단과 풍습 등의 표상이 있고, 또, 이런 표상에 속한 신화, 우주에 관한 계도적(系圖的)인 의례의 우화(寓話), 신화적인 원시적 사변(思辨) 등이 보여주는 넓은 상상의 활동세계을  펼친다. 이런 모든 요소는 서로 매우 다르나 완전히 개별적이고 관련 없이 집합한 것이 아니라 언제나 서로 관련하고 집결하여 하나의 그물처럼 전체를 이룬다. 어떤 기후나 토지에도 놀랄만큼 서로 비슷한 모습을 보인다. 이런 유사성이 참으로 그 근본에는 통일적이고 합일적인 인간심리 일반이 있다는 사실을 보여준다.
자연적 신앙의 뒤를 이어 선종교(先宗敎)라고 부르는 더욱 높은 전이과정이 있다. 이 전이는 서양, 그 바탕인 그리스 문화에 나타났다. 기원전 800년부터 500년에 이르는 중요한 기간에 신학이 신화학(神話學)에서, 그리고 로고스(logos)가 신화(mythos)에서 분리했다. 그리고 신들에 관한 지식을 뜻했던 신학은 점차로 신에 관한 지식이 되는 동시에 형이상학의 최고점이 되었다. 신앙은 신을 마적 외포의 영역에서 나와서 물리학과 신비사상의 요소를 결합한 우주론이 되었다. 예컨대 피타고라스, 헤라클레이토스, 크세노파네스, 아낙사고라스 등의 물리학은 모두 우주론적 신학이었다. 이 신학은 점점 신화적인 요소를 극복하거나 배제하고 나아가서는 신들의 세계를 신적 이념(Theion)에 종합하려고 했다. 이것이 바로 절대자와 신성(神性)의 이념이 되었다. 따라서 신들은 그리스 비극작가(悲劇作家)들에게 세계와 습관을 지배하는 통일적인 힘이었으며, 본래 다신교적(多神敎的)인 생각에서만 의의를 갖던 신이란 표현은 절대적 신성인 이념이 되었다.
이것과 동시대적인 평행은 극동의 문화인 속에 있다. 피타고라스가 교단(敎團)을 창시한 것이 기원전 약 530년이었는데, 중국의 공자는 약 470년에 죽었고 공자와 동시대의 선배에 노자(老子)가 있었다. 중국의 고대사 시대는 이들보다 이전에 3세기가 지나고 있었다. 동양의 발전이 서양의 그것과 다른 독자성과 개별성을 보여주나 그 차이는 동일한 종속(種屬) 내의 차이에 지나지 않는다. 중국에서도 얕은 신화적 단계의 극복이나 종교의 확연한 도덕화나 절대자에로의 정진(精進)이 있었다. 공자가 합리주의로 흐른 데 비해서 노자는 '도덕'으로 기울어졌다. 서양 그리스의 아리스토텔레스의 합리주의적 유신론이 공자의 이론에 필적하고 헤라클레이토스의 로고스가 노자의 도(道) 사상과 맞먹는다. 노자나 공자는 다 헤라클레이토스나 플라톤에서 인정되는 내적 신비의 빛을 말했다.
이스라엘도 이 세기에 여호와의 자연신화를 깨고 유일신을 찾았다. 엘리야(Elijah)로부터 제이 이사야(Isaiah)와 에스겔(Ezekiel)에 이르는 동안 종족적 종교로부터 개인적인 주관적 종교에로의 전이(轉移)가 있었다. 또한 페르시아 조로아스터(zoroaster)의 종교개혁 준비와 그 성과는 기원전 약 800년부터 큐로스왕 시대에 이르는 기간에 악마신앙과 다신교의 안개를 걷고 예언자적 신신앙(神信仰)과 도덕적 상반의 별견(瞥見)과 역사의 조만간의 종말에 관한 순수한 종교가 출현했다.
이 시대에 평행해서 고대인도는 혼돈된 공희(供犧)에서 바루나(Varuna) 신앙을 성립시켰다. 더욱이 우파니샤드 경전의 내용은 그리스 신학의 그것과 다름이 없었다. 또 불타(佛陀) 시대에 일어난, 일체의 잡다(雜多)는 감각의 가상(假象)이며 무지(無知)에 지나지 않지만, 진지(眞智)는 운동·변화·성질(性質) 없이 시공(時空) 이외에 '제2자가 없는 유일자(唯一者)' 위에 나타난다는 사변(思辨)은 크세노파네스나 파르메니데스나 제논의 그것과 일치한다. 이것들은 모두 종교적 직관에 의한 신비적 몰아(神秘的沒我)의 특유한 체험을 말하는 것이다. 인도의 바라문(婆羅門) 세계에서 그 사변(思辨)과 함께 실천적 종교생활이 발전하였다. 높은 관념의 발전보다 높은 종교에 한걸음 다가섰다. 구제(救濟)·해방(解放)·해탈(解脫)의 깊은 종교적 삼매(三昧)와 금욕적 실천과 생활태도에서의 세간(世間)과 자연적 존재양식을 멸시하는 경향이 생겼다.

## 사이비 종교
사이비 종교란 일반적인 종교의 형태를 가지고 있지만 전통적인 기존의 종교적 내용을 교주나 특정한 교리를 과장하여 주관적으로 변형시킨 형태이다. 기존 종교와 사회에서 충돌을 일으키는 이유는 가정과 사회에 도움이 되지 않고 그 단체에 속한 신자들에게 해를 많이 끼치기 때문이다. 사이비 종교의 피해로 생명을 잃기도 하고 많은 재산과 가족을 빼앗기는 사례가 너무 많아서 사회적인 관점에서는 법의 의한 엄격한 처벌이 요구된다. 이는 종교라는 허울을 뒤집어 쓰고 자신의 사적인 이득을 취하는 자들이 이끄는 곳은 사이비이기 때문이다.  사이비는 겉으로 보기에는 비슷한 듯하지만 근본적(根本的)으로는 아주 다른 것으로 공자의 말에서 유래했다. 이와 비슷한 말로 이단이 있다. 이단(異端)은 자기가 믿는 이외의 도(道)를 말한다.

## 종교와 윤리
종교에 명시된 종교적 교훈들은 윤리적 교훈과 일치하는 경우가 있다.
그러나 종교적 교훈은 반드시 윤리적 교훈과 일치하지는 않는다. 왜냐하면 종교는 윤리가 아니기 때문이다. 한편, 종교적 교훈이 오히려 폭력적인 것이라고까지 말하기도하나, 좀 더 사실적으로는 종교적 교훈을 곧 윤리적 교훈으로 치환함과 동시에 폭력적으로 악용하는 사례가 많다고 하는 것이 맞겠다. 이와 같이, 종교적 교훈과 윤리적 교훈을 운운하여 악용하는 사례가 많기 때문에 종교적 교훈 자체가 폭력적이라는 오해가 널리 퍼져있고, 종교적 교훈을 윤리적 교훈으로 곧바로 치환하는 것이 '본래의 정의(定義)를 모른 채 내린 일반화의 오류'라하여 일반적인 오해가 오히려 더 굳혀지고 있는 양상을 볼 수 있다.
니체는 인간이 만든 모든 법칙에서 벗어나라고 말한다. 신은 종교에서 믿는 신이나 인간을 초월한 어떤 것이 아니다. 칸트는 3대 비판서에서 신이란 도덕률 혹은 도덕원리일뿐이라고 일축한다. 니체는 원래 존재하던 절대 법칙들, 규범들을 비판하며 부순다. 왜냐하면 이들은 인간을 노예로 만들며, 전통적인 규범들은 생의 활력을 빼앗아 가기 때문이다. 특히 기독교의 겸손, 순종, 섬김, 봉사와 같은 가치들은 단지 노예 도덕인 것이다.
종교의 폭력성 혹은 베타성이 특히 기독교에서도 나타나고 있다는 주장이 있다. 기독교 신자는 대체로 기독교만이 진리라는 생각을 가지고 있다. 19세기의 문화인류학자 프레이저는 기독교가 어떤 신화적 발전 단계를 거치며 성장해왔는지 설명한다. 그의 《황금가지》에 의하면 기독교의 핵심 주제인 '살해되는 신'은 전세계 어디에나 공통적으로 존재하는 주제라고 주장한다. 그뿐아니라 기독교가 가진 성찬, 세례, 예배 개념 등도 여러 문화와 종교에서 유사한 형태로 발견된다고 주장한다. 휴머니즘의 입장에서 본다면, 어느 종교라도 전체에 주체가 함몰되어서는 안 된다. 무신론의 입장에서, 종교는 단지 발전된 신화일 뿐이며, 거기에 지나치게 많은 의미를 부여하는 것이야말로 노예의 길로 보인다. 그래서 현대의 무신론 혹은 휴머니즘의 입장에서는, 인간 자신이 그의 주체성을 잃지 않고 힘든 순간에 마음의 위안을 얻고, 다시 그 주체성을 회복하는 정도에서만 종교의 역할은 머물러야 한다고 보며, 더 나아가 종교적 교훈은 없으며, 그것은 인간 주체가 판단할 일이라는 것이다.

## 종교 통계

### 경제력
2008년 Pew Research Center에 의하면 부유한 국가에 거주할수록 사람들이 삶에서 종교의 중요성을 낮게 보는 경향이 있다.

### 학력
2016년 퓨리서치센터가 아시아(35개국), 유럽(36개국), 남아메리카(30개국), 중동 및 북아프리카(12개국), 북아메리카(2개국), 아프리카(36개국) 등을 대상으로 유네스코 국제표준교육분류법 자료와 퓨리서치센터의 종교별 인구 통계 자료 등을 종합해 발표한 '세계 종교와 교육 현황' 보고서에 따르면 전세계 종교 신자 중 6억8000만 명(19%)이 정규 교육을 전혀 받지 못했으며 비신자가 정규 교육 과정을 통해 학교에 다닌 기간은 평균 8년6개월이지만 신자가 정규 교육을 받은 기간은 7년6개월이었다. 종교별로 정규 교육기간은 유대교가 13년 4개월로 가장 높고 기독교 9년3개월, 불교 7년11개월, 이슬람교와 힌두교가 각각 5년7개월이었으며 미국을 비롯한, 이스라엘, 서유럽 지역의 신자들은 정규 교육을 받은 기간이 긴 반면 인도, 네팔, 방글라데시 등의 신자들 교육 수준은 낮았다. 미국 내 신자 중 대학 졸업자가 가장 많은 종교는 힌두교로 77%로 가장 높았고 다음이 유니테리안(67%), 유대교(59%), 미국성공회(56%), 미국장로교 및 불교(각각 47%), 연합감리교회(46%), 무슬림(39%), 장로교(PCA·33%), 예수그리스도 후기성도교회(33%), 제칠일 안식일 예수재림교(28%), 오순절교단(13%) 등이었다.

### 심리
미국 컬럼비아대학교 정신과 미나 와이스먼 교수 연구팀은 "종교가 있는 사람이 그렇지 않은 사람보다 대뇌피질이 더 두껍다."는 연구결과를 발표하며 종교가 심리적 안정을 주는 결과라고 주장했다.

## 분류
- 아브라함 계통의 종교 : 가장 큰 그룹으로, 기독교(그리스도교, Christianity), 유대교(Judaism), 이슬람(Islam)이 주로 차지하고 있다.
- 인도의 종교 : 힌두교(Hinduism), 불교(Buddism), 시크교, 자이니교를 들 수 있다.
- 동아시아의 종교 : 샤머니즘, 유교, 도교, 신토(신도), 천도교, 까오다이교, 일관도
- 이란의 종교 : 이란에서 비롯한 것으로, 조로아스터교, 야지디교를 포함한다.
- 아프리카계 아메리카의 종교
- 부족 종교(Tribal Religion)

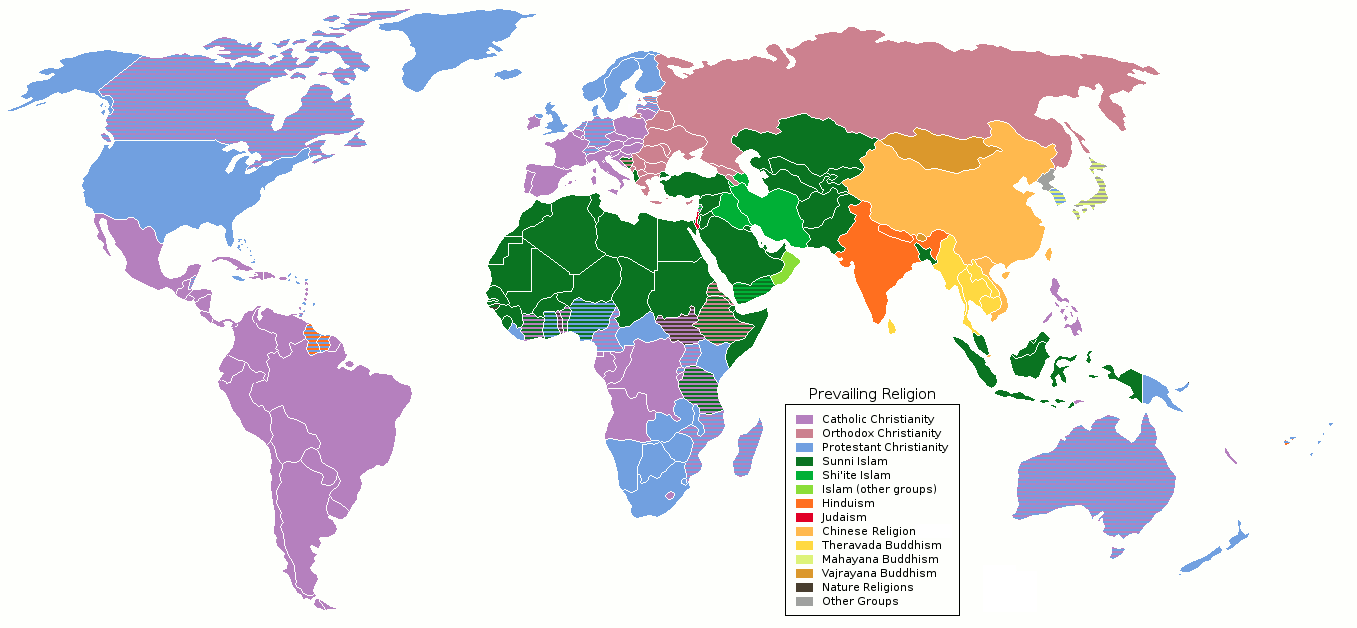
세계의 주요 종교 분포도: 나라에 따라 가장 많은 신자의 수를 가진 종교를 대표적으로 표시

- 신흥 종교

## 같이 보기
- 세계의 주요 종교
- 신흥 종교
- 성직자
- 예배
- 전례
- 무종교
- 무신론
- 세속 종교
- 여신교